# Audi A8 D2
L'Audi A8 D2 (sigla interna Typ 4D) è la prima generazione dell'Audi A8, un'autovettura di lusso prodotta dal 1994 al 2002 dalla casa automobilistica tedesca Audi.

## Profilo e storia

### Genesi e debutto

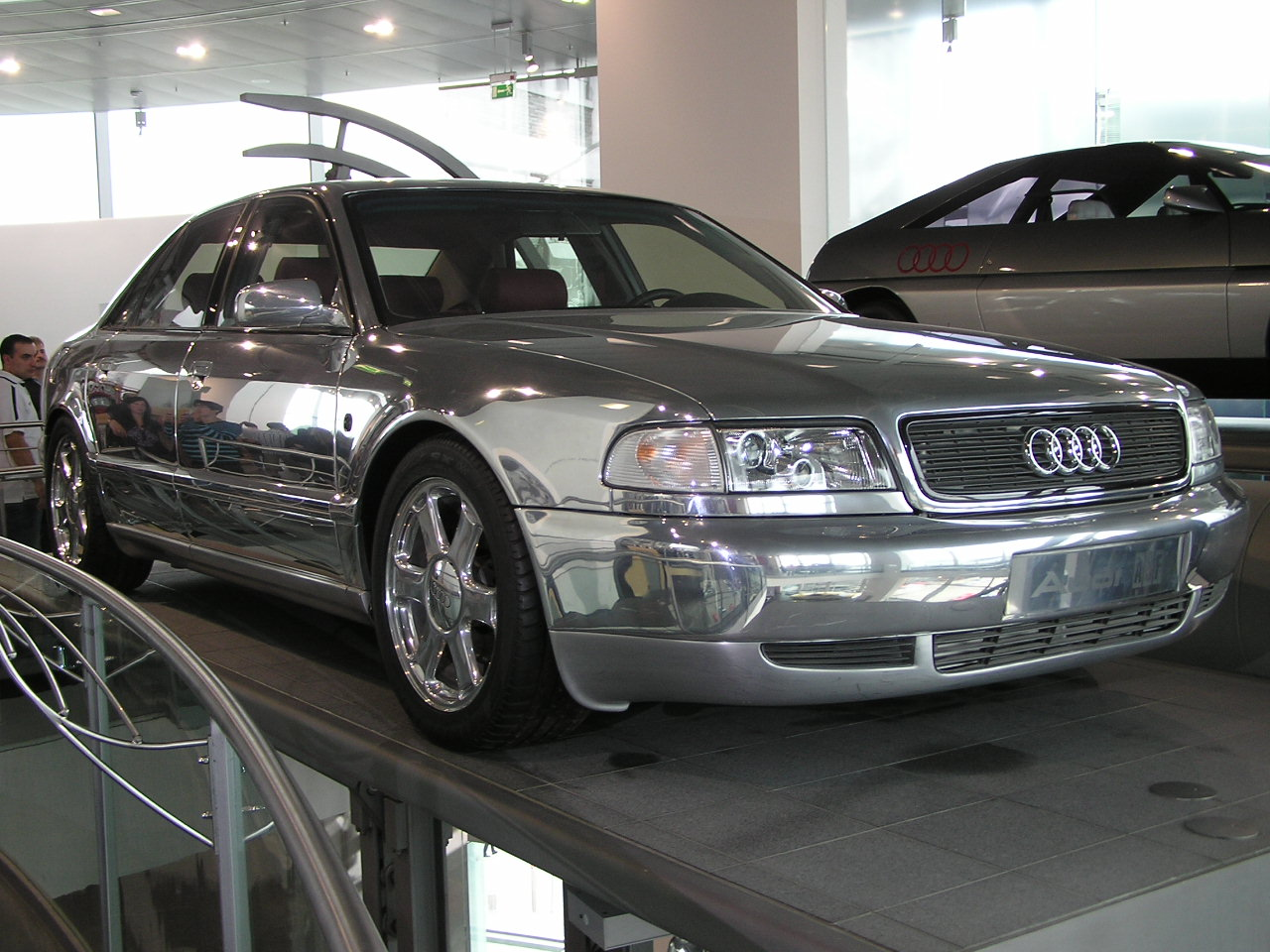
Audi Space Frame Concept Car del 1993 all'interno dell'Audi Museum

Nel 1982, Ferdinand Piëch, prossimo a divenire amministratore delegato dell'Audi, firma un accordo di collaborazione con l'azienda Alcoa.
L'obiettivo era quello di progettare e sviluppare una vettura di fascia alta che sarebbe stata notevolmente più leggera di qualsiasi altra vettura della sua categoria (per compensare il fatto che la trazione integrale di serie fosse di circa 100 kg più pesante della trazione posteriore delle sue concorrenti). Fu deciso che la prima vettura della casa a beneficiare del nuovo telaio sarebbe stata il modello erede della Audi V8, la berlina di punta introdotta nel 1988. A tale proposito, già prima del lancio di quest'ultimo modello, la casa di Ingolstadt dichiarò tramite Carl Hahn, l'allora presidente di Volkswagen Group, di voler arrivare ad affrontare a testa alta la concorrenza dei modelli di prestigio BMW e Mercedes-Benz. Nel 1991, un progetto finale di Chris Bird e Dirk van Braeckel, supervisionati dall'allora capo del design Audi Hartmut Warkuß, fu scelto e congelato per la produzione di serie nel 1992. Nel frattempo vennero presentate le concept Audi Spyder quattro e Avus quattro, entrambe con scocca e carrozzeria in alluminio, una prima anticipazione per quella che sarà solo una parte delle tecnologie che andranno a far parte dei contenuti della futura ammiraglia Audi. La nuova berlina derivante dall'approvazione del progetto proposto da Bird e van Braeckel era notevolmente più grande della V8, lunga 503 cm, larga 188 cm e alta 142 cm ma anche più agile, veloce e spaziosa. Nel settembre 1993, la concept Aluminium Space Frame (ASF) fu presentata al Salone dell'automobile di Francoforte come un prototipo della A8, con carrozzeria di colore alluminio lucidato e un motore 3.4 V8 turbodiesel da 200 CV, al tempo il più potente diesel automobilistico al mondo. Due mesi dopo a Tokyo la concept apparve di nuovo questa volta con un motore W12 da 4.8 litri e 354 cavalli di potenza.
La presentazione del modello definitivo si ebbe al Salone di Ginevra nel marzo 1994, mentre le prime consegne si ebbero due mesi dopo, a maggio.

### Design esterno ed interno

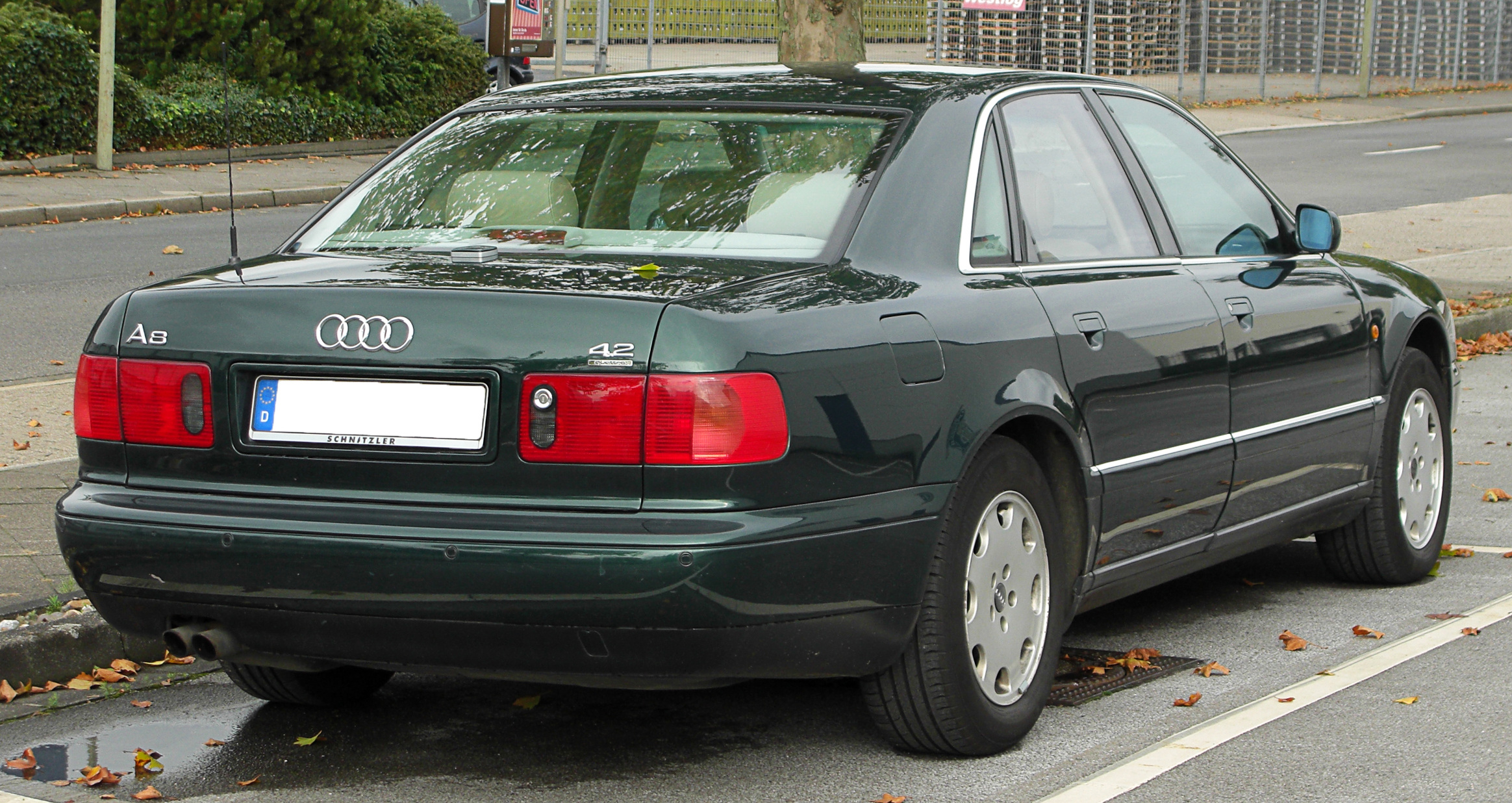
Vista posteriore di una A8 restyling di prima generazione

Rispetto alla V8 uscita di listino, la prima generazione della A8 si presentò come una vettura del tutto nuova: del vecchio modello venne infatti ripreso solo un analogo livello di sobrietà stilistica, ma attualizzato nelle forme e nei contenuti. E così, ecco che la A8 D2 si presentò con un'elegante e più moderna carrozzeria dalla forme più smussate e levigate per ottimizzare l'aerodinamica. Il frontale si presentò perciò con un cofano motore più spiovente nell'andamento, terminando con una calandra ridotta in altezza così come anche i gruppi ottici anteriori. La linea del cofano proseguì anche lungo la linea di cintura, sempre leggermente inclinata in avanti per conferire dinamismo alla vista laterale. Più imponente la coda, dominata dagli ormai classici gruppi ottici avvolgenti a sviluppo orizzontale e dagli angoli arrotondati.
L'abitacolo, elegante, spazioso e riccamente allestito, era caratterizzato da un posto guida dominato da un volante a quattro razze dietro al quale trovava posto la strumentazione costituita da due grossi strumenti circolari (contagiri a sinistra e tachimetro a destra) in mezzo ai quali si trovava invece il display del cruise control, contenente anche le informazioni secondarie più altre spie di servizio subito sotto. La plancia era dominata a sua volta da una console centrale in radica di legno con tre bocchette centrali per l'aerazione più i comandi per climatizzatore, autoradio, luci di emergenza ed altre funzioni ausiliarie. Ai lati della plancia si trovavano invece due coppie di bocchette per l'aerazione. Rivestito in radica era anche il tunnel centrale, mentre posteriormente la capacità del bagagliaio era di 525 litri.

### Struttura, meccanica e motori

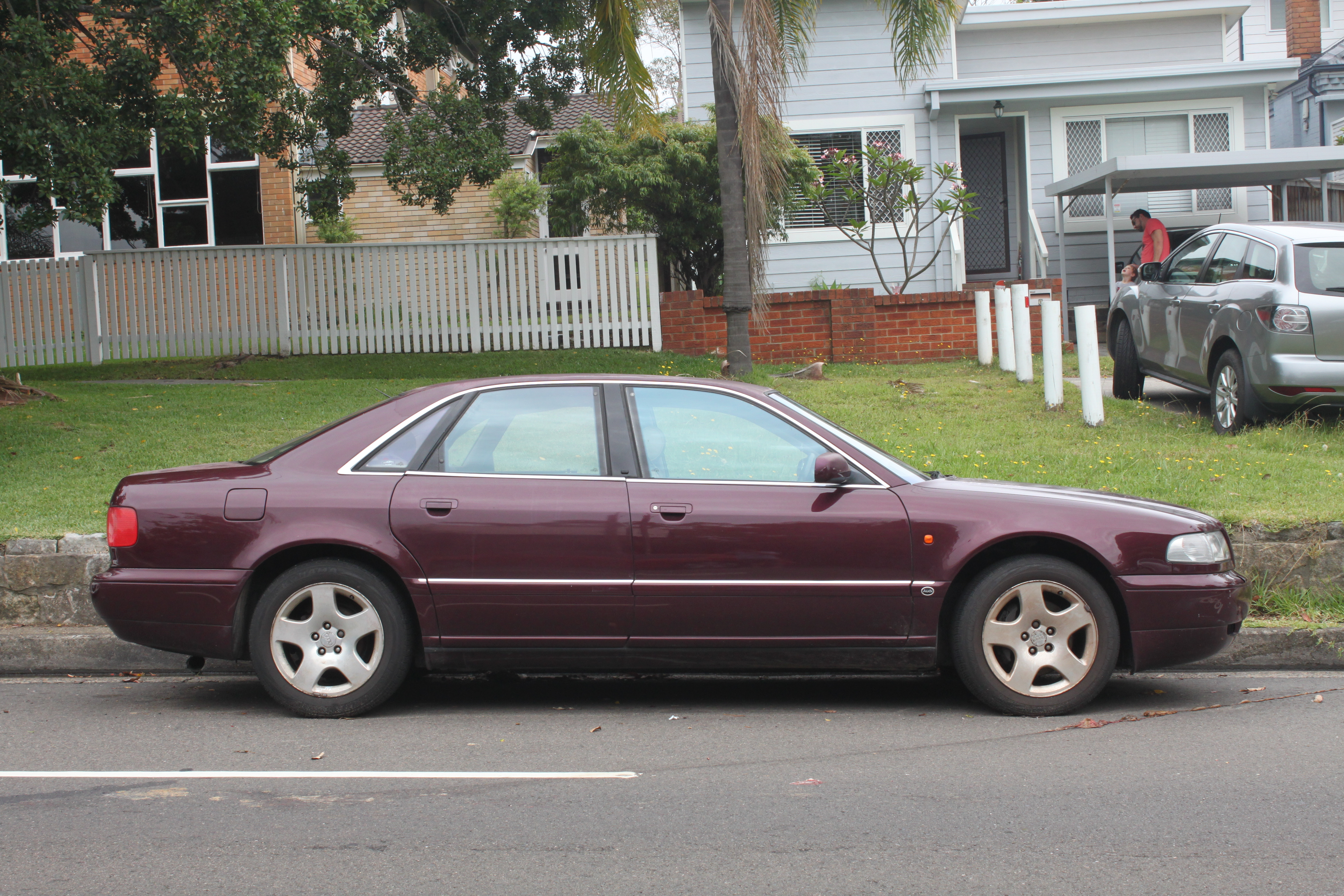
Vista laterale di una Audi A8

La struttura in alluminio e leghe leggere (comunque costituite in parte anche da alluminio) con cui vennero realizzate la scocca e i lamierati della carrozzeria consentirono alla casa di Ingolstadt un risparmio di peso compreso fra i due quintali e mezzo e quattro quintali (a seconda delle motorizzazioni) rispetto alle concorrenti che ancora utilizzavano scocca e lamierati in acciaio. Al suo debutto, la A8 di prima generazione fu prevista in due motorizzazioni, entrambe aspirate, a benzina e con alimentazione ad iniezione elettronica indiretta:
- 2.8 V6: motore V6 monoalbero da 2771 cm3 a 2 valvole per cilindro e con potenza massima di 174 CV;
- 4.2 V8: motore V8 bialbero da 4172 cm3 a 4 valvole per cilindro e con potenza massima di 300 CV.

Per quanto riguarda la meccanica, anche qui la A8 propose delle novità significative rispetto alla V8, in primo luogo per quanto riguardava l'avantreno, non più di tipo MacPherson ma a quadrilateri deformabili, mentre il retrotreno divenne anch'esso a quadrilateri deformabili. Su entrambi gli assi vennero inoltre montati ammortizzatori oleopneumatici. Vale la pena sottolineare come anche per le sospensioni e per i relativi telaietti ausiliari sui quali furono montate, vennero impiegate leghe leggere in alluminio. L'impianto frenante della A8 prevedeva dischi sulle quattro ruote: nella motorizzazione inferiore tali dischi erano autoventilanti all'avantreno, mentre nella versione con motore V8 i dischi autoventilanti erano presenti anche posteriormente. Presenti l'ABS e il controllo di trazione EDS, mentre lo sterzo a cremagliera era dotato di servocomando idraulico.
Lo schema meccanico delle prime Audi A8 era del tipo a motore anteriore longitudinale e a trazione anteriore o integrale. La versione con motore V6 era disponibile in entrambe le varianti di trazione, mentre la versione con motore V8 era disponibile solo a trazione integrale. Al motore V6 venne abbinato di serie un cambio manuale a 5 marce, con la possibilità di avere a richiesta un cambio automatico a 4 rapporti. Quest'ultima soluzione fu prevista invece di serie per la versione con motore V8.

## Evoluzione

### La produzione in serie

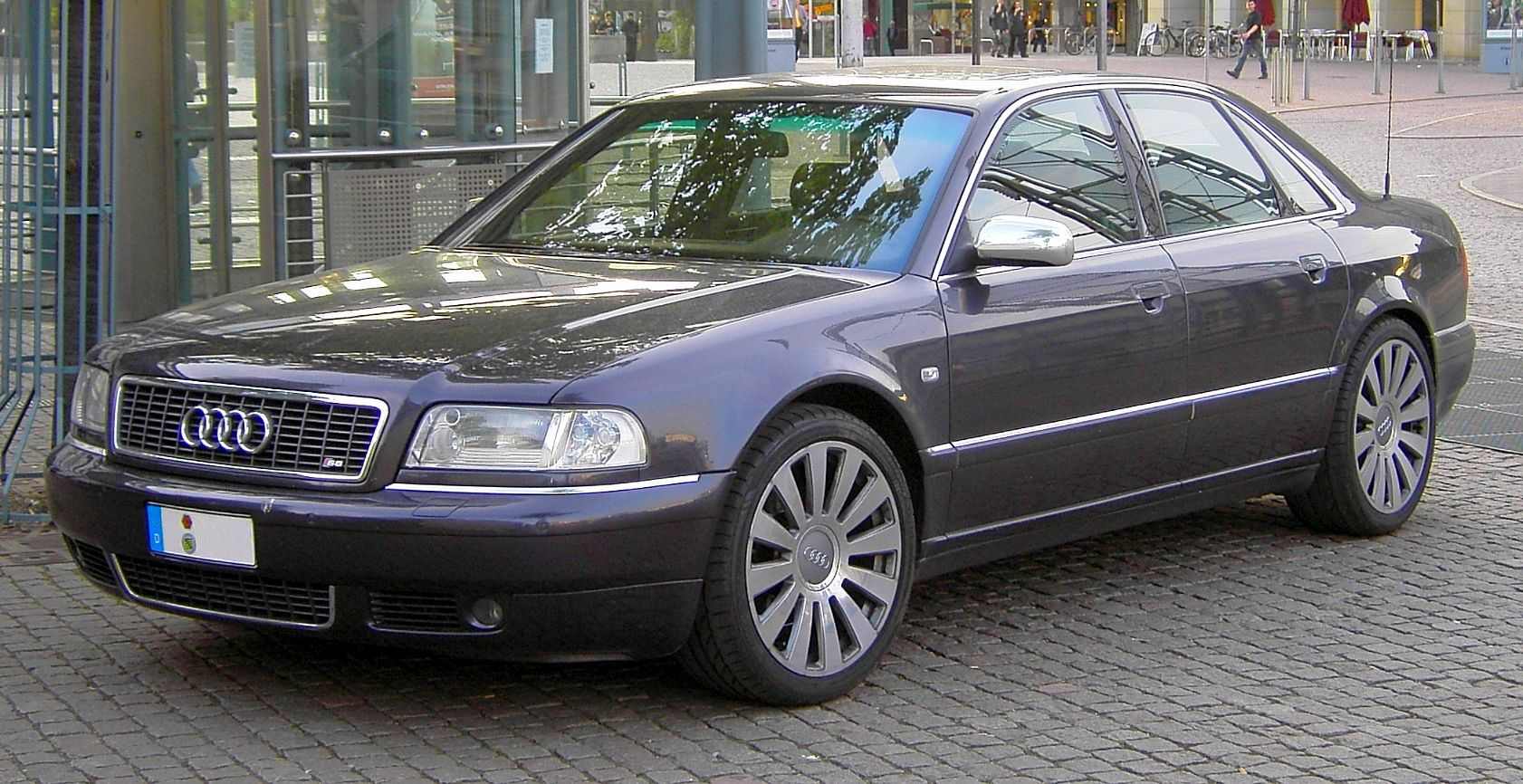
Una S8, versione sportiva della gamma

Il primo aggiornamento alla gamma della A8 di prima generazione si ebbe nel luglio del 1995, quando venne introdotta una nuova motorizzazione di livello intermedio, sempre con architettura V8, ma con cilindrata ridotta a 3697 cm3 e con potenza massima di 230 CV. Nella primavera del 1996, la motorizzazione V6 di base ricevette una nuova testata a 5 valvole per cilindro, oltre che la distribuzione bialbero, per arrivare ad erogare 193 CV di potenza massima. Solo tre mesi dopo si ebbe invece il lancio della versione sportiva, denominata S8 e destinata a rivaleggiare principalmente con modelli come la BMW 750i e la Mercedes-Benz S 500. Tale modello era equipaggiato con una versione rivisitata in profondità del già noto V8 da 4,2 litri, che per l'occasione ricevette nuovi assi a camme, nuovi collettori di aspirazione e l'aumento del rapporto di compressione. Il risultato fu l'aumento della potenza massima da 299 a 340 CV. Disponibile unicamente a trazione integrale e con cambio manuale a 6 marce, la S8 si distingueva dalle altre A8 solo per alcuni particolari, fra cui i cerchi in lega a sei razze da 18 pollici, le calotte degli specchietti cromate e le scritte identificative su coda e calandra. L'assetto venne inoltre ribassato di 20 mm, mentre gli ammortizzatori divennero a gas e le barre stabilizzatrici vennero maggiorate di diametro. All'inizio del 1997 la gamma venne ampliata con la prima motorizzazione a gasolio, ossia il nuovo V6 turbodiesel 2.5 TDI a iniezione diretta con potenza massima di 150 CV.

### Restyling 1998

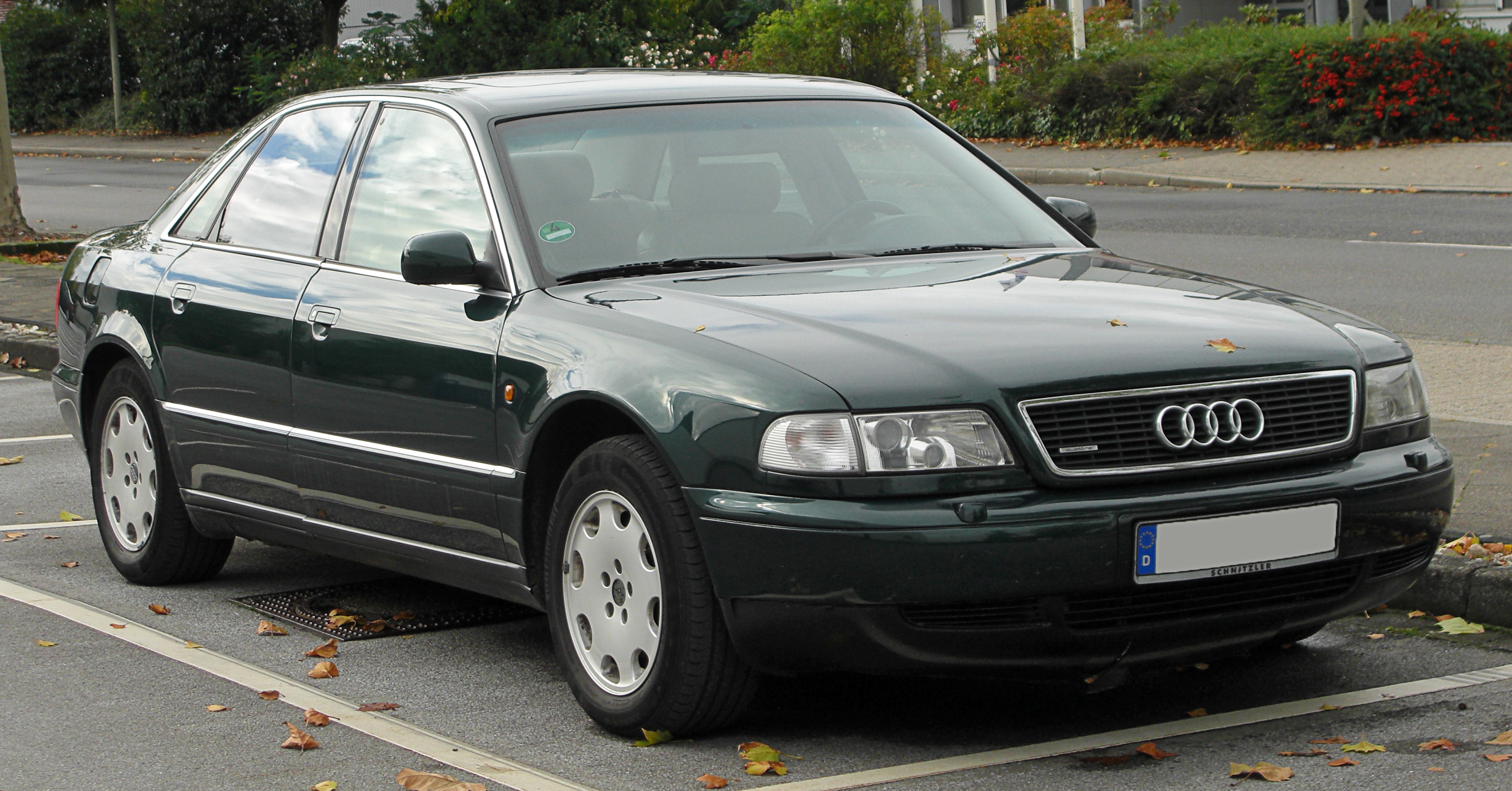
A8 restyling

Alla fine del 1998 la gamma della A8 di prima generazione venne sottoposta ad un lievissimo restyling di metà carriera: esteticamente cambiarono praticamente solo le maniglie porta e i cerchi in lega, mentre internamente cambiò il volante, sempre a quattro razze ma dal nuovo disegno, e la console centrale con un nuovo display da 5 pollici e con navigatore satellitare incorporato. Cambiarono anche i rivestimenti interni e le combinazioni cromatiche degli stessi, mentre per quanto riguarda la gamma motori le maggiori novità riguardarono i due motori V8 meno potenti (quindi non quello della S8), che ricevettero anch'essi la distribuzione a 5 valvole per cilindro più altri interventi che ne fecero lievitare la potenza massima rispettivamente a 260 e a 310 CV. Nel giugno del 1999, la S8 venne rivisitata nel motore che rimase sempre invariato come cilindrata, ma che riuscì a raggiungere una potenza massima di 360 CV. Un anno dopo venne allargata la gamma dei propulsori a gasolio con l'arrivo di un V8 biturbo da 3328 cm3 con tecnologia common rail e con potenza massima di 224 CV. Alla fine di quella stessa estate il 2.5 TDI venne portato da 150 a 180 CV, mentre all'inizio del 2001 si ebbero gli ultimi aggiornamenti alla gamma della A8 D2: il primo di questi aggiornamenti consistette nell'arrivo della versione a passo lungo, denominata A8 L, in cui l'interasse crebbe di 13 cm, e precisamente da 2,88 a 3,01 metri. I propulsori previsti per questa versione furono due, e cioè il V8 da 4,2 litri e da 310 CV e il nuovissimo motore W12 da 6 litri, seconda novità introdotta in quell'inizio del 2001. Tale motore, previsto anche per la A8 a passo normale, era caratterizzato dalla testata a 4 valvole per cilindro ed era in grado di erogare una potenza massima di 420 CV. Furono questi gli ultimi aggiornamenti per la prima generazione della A8, che venne tolta di listino nel settembre del 2002 per lasciare spazio alla seconda generazione.

## LeA8speciali
A metà anni '90, la casa dei quattro anelli progettò di derivare dalla A8 berlina anche una coupé a tre volumi in grado di porsi in concorrenza con la S Coupé di casa Mercedes-Benz. Caratterizzata da una linea ugualmente sobria nonostante l'impostazione più sportiveggiante data dalle due sole porte e dalla mancanza del montante centrale, la A8 Coupé non raggiunse mai lo stadio definitivo di messa in produzione. Questo a causa dei timori della dirigenza Audi di un possibile fiasco commerciale, visti i non esaltanti numeri di vendita di un'altra sua possibile concorrente, ossia la Serie 8, oltretutto caratterizzata da una linea ben più affilata e sportiva. Presentata al salone di Ginevra del 1997, la A8 Coupé rimase un esemplare unico.
All'alba del nuovo secolo, durante gli ultimi due anni e mezzo di carriera commerciale della A8 D2, venne prodotta su ordinazione la A8 L Security, ossia la versione blindata destinata a capi di Stato e personaggi particolarmente ricchi ed influenti. A caratterizzare questo modello fu l'impiego fra l'altro di lamiere ben più spesse e resistenti e di finestrini spessi 4,5 cm, cosicché un solo finestrino arrivava a pesare ben 60 kg e richiedeva un alzacristalli specifico a comando pneumatico. La A8 L Security fu prevista unicamente con il W12 da 6 litri e 420 CV, unica motorizzazione abbastanza potente da spostare una massa considerevole come quella di questa versione blindata. L'omologazione di questo modello avveniva mediante un test condotto dal Beschußamt, un ente tedesco che sottoponeva l'auto ad una vera e propria sparatoria. Ovviamente, data la destinazione commerciale di questo modello, erano ampie le possibilità di personalizzazione.

## Riepilogo caratteristiche
Di seguito vengono riepilogate le caratteristiche relative alle varie versioni costituenti la gamma della prima generazione dell'Audi A8:
| Audi A8 D2 (1994-02)    |             |             |            |                                             |                |                |           |                       |                    |              |                     |                    |                    |
| Modello                 | Carrozzeria | Motore      | Cilindrata | Alimentazione                               | Potenza CV/rpm | Coppia Nm/rpm  | Trazione  | Cambio/ N°rapporti    | Massa a vuoto (kg) | Velocità max | Acceler. 0–100 km/h | Consumo (l/100 km) | Anni di produzione |
| Versioni a benzina      |             |             |            |                                             |                |                |           |                       |                    |              |                     |                    |                    |
| A8 2.8 V6               | berlina     | AAH         | 2771       | Iniezione elettronica indiretta multipoint  | 174/5500       | 250/3000       | Anteriore | Manuale 5 marce       | 1.460              | 228          | 9"1                 | 9,6                | 03/1994-03/1996    |
| A8 2.8 V6 quattro       | berlina     | AAH         | 2771       | Iniezione elettronica indiretta multipoint  | 174/5500       | 250/3000       | Integrale | Manuale 5 marce       | 1.520              | 228          | 9"1                 | 11,6               | 03/1994-03/1996    |
| A8 2.8 V6 30v           | berlina     | ACK         | 2771       | Iniezione elettronica indiretta multipoint  | 193/6000       | 280/3200       | Anteriore | Manuale 5 marce       | 1.510              | 236          | 8"4                 | 8,9                | 04/1996–09/2002    |
| A8 2.8 V6 quattro       | berlina     | ACK         | 2771       | Iniezione elettronica indiretta multipoint  | 193/6000       | 280/3200       | Integrale | Manuale 5 marce       | 1.520              | 235          | 8"5                 | 9,7                | 04/1996–09/2002    |
| A8 3.7 V8 32v           | berlina     | AEW         | 3697       | Iniezione elettronica indiretta multipoint  | 230/5500       | 315/2700       | Anteriore | Automatico 5 rapporti | 1.645              | 247          | 8"7                 | 10,1               | 07/1995-11/1998    |
| A8 3.7 V8 32v quattro   | berlina     | AEW         | 3697       | Iniezione elettronica indiretta multipoint  | 230/5500       | 315/2700       | Integrale | Automatico 5 rapporti | 1.725              | 245          | 9"1                 | 10,5               | 07/1995-11/1998    |
| A8 3.7 V8 40v           | berlina     | AQG, AKC    | 3697       | Iniezione elettronica indiretta multipoint  | 260/6000       | 350/3250       | Anteriore | Automatico 5 rapporti | 1.645              | 250          | 8"1                 | 11,5               | 11/1998–09/2002    |
| A8 3.7 V8 40v quattro   | berlina     | AQG, AKC    | 3697       | Iniezione elettronica indiretta multipoint  | 260/6000       | 350/3250       | Integrale | Automatico 5 rapporti | 1.725              | 250          | 8"6                 | 12,3               | 11/1998–09/2002    |
| A8 4.2 V8 32v quattro   | berlina     | ABZ, AKG    | 4172       | Iniezione elettronica indiretta multipoint  | 300/6000       | 400/3300       | Integrale | Automatico 4 rapporti | 1.750              | 250          | 7"3                 | 11,6               | 03/1994–11/1998    |
| A8 4.2 V8 40v quattro   | berlina     | AQF,AUX,AUW | 4172       | Iniezione elettronica indiretta multipoint  | 310/6200       | 410/ 3000-4000 | Integrale | Automatico 5 rapporti | 1.750              | 250          | 6"9                 | 12,9               | 11/1998–09/2002    |
| A8 L 4.2 V8 40v quattro | Limousine   | AQF,AUX,AUW | 4172       | Iniezione elettronica indiretta multipoint  | 310/6200       | 410/ 3000-4000 | Integrale | Automatico 5 rapporti | 1.790              | 250          | 7"                  | 13                 | 01/2001-09/2002    |
| S8 quattro              | berlina     | AHC, AKH    | 4172       | Iniezione elettronica indiretta multipoint  | 340/6600       | 410/3500       | Integrale | Manuale 6 marce       | 1.730              | 250          | 5"5                 | 12,7               | 07/1996–06/1999    |
| S8 quattro              | berlina     | AQH         | 4172       | Iniezione elettronica indiretta multipoint  | 360/7000       | 430/3400       | Integrale | Manuale 6 marce       | 1.730              | 250          | 5"4                 | 13,7               | 06/1999–09/2002    |
| A8 6.0 W12 quattro      | berlina     | AZC         | 5998       | Iniezione elettronica indiretta multipoint  | 420/6000       | 550/ 3500-4750 | Integrale | Automatico 5 rapporti | 1.950              | 250          | 5"6                 | 14,6               | 01/2001–09/2002    |
| A8 L 6.0 W12 quattro    | limousine   | AZC         | 5998       | Iniezione elettronica indiretta multipoint  | 420/6000       | 550/ 3500-4750 | Integrale | Automatico 5 rapporti | 1.980              | 250          | 5"8                 | 14,6               | 01/2001–09/2002    |
| Versioni a gasolio      |             |             |            |                                             |                |                |           |                       |                    |              |                     |                    |                    |
| A8 2.5 TDI              | berlina     | AFB, AKN    | 2496       | Turbodiesel iniezione diretta, intercooler  | 150/4000       | 310/ 1500-3200 | Anteriore | Manuale 6 marce       | 1.595              | 220          | 9"9                 | 6,2                | 01/1997–04/2000    |
| A8 2.5 TDI              | berlina     | AKE         | 2496       | Turbodiesel iniezione diretta, intercooler  | 180/4000       | 370/ 1500-2500 | Anteriore | Manuale 6 marce       | 1.630              | 227          | 8"8                 | 7,2                | 09/2000–09/2002    |
| A8 2.5 TDI quattro      | berlina     | AFB, AKN    | 2496       | Turbodiesel iniezione diretta, intercooler  | 150/4000       | 310/ 1500-3200 | Integrale | Automatico 5 rapporti | 1.705              | 213          | 11"3                | 7,5                | 01/1997–04/2000    |
| A8 2.5 TDI quattro      | berlina     | AKE         | 2496       | Turbodiesel iniezione diretta, intercooler  | 180/4000       | 370/ 1500-2500 | Integrale | Automatico 5 rapporti | 1.735              | 224          | 9"9                 | 8,9                | 09/2000–09/2002    |
| A8 3.3 TDI quattro      | berlina     | AKF         | 3328       | Biturbodiesel iniezione diretta common rail | 224/4000       | 480/ 1800-3000 | Integrale | Automatico 5 rapporti | 1.860              | 242          | 8"2                 | 9,7                | 06/2000–09/2002    |